# North of the Great Divide
 North of the Great Divide  (br.: Barragem Maldita) é um filme de faroeste estadunidense de 1950, estrelado por Roy Rogers e dirigido por William Witney para a Republic Pictures. Números musicais com Rogers, Foy Willing e "Riders of the Purple Sage".	

## Elenco
- Roy Rogers...Ele mesmo
- Penny Edwards...Ann Keith
- Gordon Jones...Splinters Mcgonagle
- Roy Barcroft...Banning
- Jack Lambert...Stagg, capanga de Banning
- Douglas Evans...Sargento da Polícia Montada
- Trigger (cavalo)...Ele mesmo
- Keith Richards...Tacona
- Noble Johnson...Nagura
- Foy Willing...cantor

## Sinopse
Roy Rogers trabalha para o Departamento de Assuntos Indígenas dos Estados Unidos e fica amigo do Chefe Nagura e o filho dele Tacona, da tribo Oseka que habita a fronteira com o Canadá. Após as festividades pela chegada do salmão para a desova, Rogers parte e deixa o serviço índio. Mas logo em seguida o empresário inescrupuloso Banning e seu capataz violento Stagg constroem uma fábrica de enlatados e represam o rio para capturarem os peixes, deixando os índios famintos. A situação sai do controle e Roy Rogers é chamado de volta para resolver as coisas que se complicaram com a acusação contra o chefe Nagura de ter matado um policial do Canadá.